# 热瓦甫
热瓦甫也称热瓦普、喇巴卜，是中亚的一种弹拨乐器，广泛流行于维吾尔族、乌孜别克族、柯尔克孜族、塔吉克族以及阿富汗民间，多用于演奏麦西热甫。根据14世纪毛拉·艾斯木吐拉穆吉孜的《乐师史》中记载，热瓦甫起源于南疆喀什。
琴声用木制作，共鸣箱呈半球形，琴面以羊皮、驴皮、马皮或蟒皮蒙面蒙裹；琴颈细长，顶部弯曲，指极上缠丝弦为品，琴颈与共鸣箱连接处有两弯角；有三、五、六、七、八、九弦等不同形制，通常以最外一弦奏旋律，其余各弦作为共鸣弦；传统使用羊肠弦，现多用丝弦。
清代时，热瓦甫曾被列入宫廷音乐回部乐，并以“喇巴卜”之名载入史册。